# Sons of Gastarbeita
Sons of Gastarbeita (kurz S.O.G.) ist eine Rapformation aus dem Ruhrgebiet, die seit 1994 besteht. Neben ihrer Musik hat die Band vor allem durch ihr besonderes Engagement gegen Rassismus Bekanntheit erlangt, für das sie mehrfach ausgezeichnet wurde.

## Zusammensetzung
Zwei Rapper werden musikalisch durch Schlagzeug, Bass, Gitarre, Keyboards und eine Backgroundsängerin unterstützt.

## Werdegang
Zahlreiche Konzerte in Deutschland und Europa seit ihrer Gründung ließen die Sons Of Gastarbeita zum Szenetipp werden. Die vielfältige Musikstile bedienenden S.O.G standen dabei mit so unterschiedlichen Musikern wie Garbage, Die Fantastischen Vier, Herbert Grönemeyer, Fettes Brot, DJ Bobo, Brothers Keepers und Reinhard Mey auf der Bühne. Einfluss hatte die sich an sozialen und Jugendprojekten (sie sind Mitanbieter von „RAP-School“) beteiligende Band auf den Erfolg der Grup Tekkan.
Neben eigenen CD-Produktionen bei Kleff erschienen Lieder der Musiker auch auf Samplern anderer Plattenfirmen (u. a. BMG).

## Diskografie
- 1996: Du So (CD-EP)
- 1996: Living On The Moon (CD-Maxi)
- 1997: Realität – Was ist das konkret?! (CD-Maxi)

## Auszeichnungen (Auswahl)
- 2002: Integrationswettbewerb der Bertelsmann-Stiftung, Auszeichnung durch den damaligen Bundespräsidenten Johannes Rau[1]

## Weblink
- Werke von und über Sons of Gastarbeita im Katalog der Deutschen Nationalbibliothek